# 越南共和國總統府衛兵聯合旅
總統府衛兵聯合旅（越南语：／，PGU）是越南共和國軍隊的一個單位，負責保衛越南共和國總統，存在於1961年至1975年間，前身爲1955年成立的警衛隊。

## 歷史
1960年11月11日政變平息后，政治顧問吳廷瑈決定將所有參與反政變的特務單位合併爲由國防部直接派遣的總統府衛兵聯合旅。這支部隊一直活躍到越南共和國政體倒臺。
總統府衛兵聯合旅的指揮部和營房位於靠近嘉隆宮和獨立宮的“共和軍營”。位於今黎筍街2號的胡志明戰役博物館，最初是法國人的士兵和水手之家（Foyer du soldat et du marin），在1967年被改造成培訓上校以上軍銜軍官的國防學院前，被用作總統府衛兵的俱樂部。
在1960年的未遂政變中，60名總統府衛隊成員在11月11日清晨遭到空降兵的襲擊時保衛了獨立宮。空降兵被告知，衛隊已經叛變並俘虜了吳廷琰。與此同時，其他叛軍已經佔領了國家控制的大部分主要地點，包括共和軍營。宮殿建築和場地中的衛兵成功地守衛了該地區，迫使空降兵帶來援軍和5輛裝甲車，但他們無法擊敗衛兵。當吳廷琰引入忠誠於他的部隊時，政變失敗了。
1963年8月，總統府衛兵由阮玉魁中校指揮，兵力約2500人。擁有的重型武器包括10輛M24霞飛坦克，6輛M113裝甲運兵車，6輛M114裝甲車，配備M45防空機槍塔、無後坐力炮和火箭筒的車輛。
在1963年政變期間，由阮文紹上校指揮的越南共和國軍第5師的叛軍襲擊了共和軍營和嘉隆宮。在共和軍營，第5師的裝甲和炮兵部隊與裝備有坦克、火炮、迫擊炮和機槍的總統衛兵對峙。叛軍的炮兵很快將營房夷爲了平地，而近衛軍部隊則發起反擊，對周邊地區造成破壞。在嘉隆宮，大約150名衛兵憑藉掩體和碉堡的機槍和高射炮，以及坦克和裝備20毫米機炮的裝甲車，保衛了這座建築。由於吳廷琰拒絕投降，日落後，阮文紹率領第7師進攻宮殿。他們使用火炮和火焰噴射器。11月2日拂曉，吳廷琰終於下令衛兵投降。政變中總統府衛兵的損失爲4人死亡，44人受傷。
在新春攻勢期間，獨立宮衛隊成功從越共F100特別行動小組的14人小組襲擊中保衛了獨立宮。越共試圖通過南門炸出道路，但是在與由兩輛M41坦克支援的衛兵交火中被打死4人。隨後越共撤退到街對面的一棟未完工的公寓樓，在那裡他們堅持戰鬥了30個小時，直到7名倖存者在用盡所有彈藥后投降。

## 特徵
- 黑色貝雷帽
- 繪有金龍和弓的標誌。